# インディアン・スーパーリーグ
インディアン・スーパーリーグ（英: Indian Super League, 略称: ISL）は、全インドサッカー連盟のパートナーであるフットボールスポーツ開発リミテッドが運営している、インドにおけるプロサッカーの最上位リーグである。スポンサーシップにより、ヒーロー・インディアン・スーパーリーグとも呼ばれる。

## 概要

### スーパーリーグの創設
リライアンス・インダストリーズ社（石油やガス開発などの事業を手がける国内最大の企業）、 IMG社（世界でスポーツ事業を展開するアメリカの企業）、そしてスター・インディア社（インド最大のテレビ局）の3社と、AIFF（全インドサッカー連盟）によって2013年10月21日に創設された。最初のシーズンは8チームが参加して2014年10月12日に開幕し、12月20日に終了する。後述するIリーグとの統合問題なども抱えながら、2017シーズンには2チームが新たに参加し、10チームでの大会になり試合数も増加した。
インドではこれまでIリーグが存在した（スーパーリーグ発足後も引き続き存続）が、新リーグは2026 FIFAワールドカップにサッカーインド代表を出場させることを目標に、更なるサッカー文化改革の推進を目指して発足したものである。国際的なスポーツマン・芸能人のマネージメントを引き受けるIMGや、インド最大のエンターテインメント企業であるSTARとのタイアップを図ることで、国技であるクリケットに次ぐインド国民が熱狂するスポーツエンターテインメントの確立を目指している。そのため現地インド人の選手を育成するだけでなく、世界の主要リーグで活躍した選手を助っ人として参戦させることが構想されている。

### Iリーグとの統合問題
FIFAは原則1国1リーグ制を定めており、インドに関しては先に発足しているIリーグが公認のリーグとされていた。そのため、ISLにはAFCチャンピオンズリーグなどの出場権は与えられることはなかった（後述）。だが、ISLが初年度から観客動員数などに於いて商業的に一定の成功を収めたため、Iリーグとの統合の議論がなされることになった。しかし、統合後におおよそISLが1部リーグ、Iリーグが2部と言う扱いになることに対するIリーグ側からの反発や、資金力の圧倒的な差が埋まらないため、2017年時点では統合には至っていなかった。その中でも、2016-17シーズンまでIリーグに所属していたベンガルールFCは、スポンサーの力が大きいことやインドのスター選手、スニル・チェトリを抱えるなどの理由で翌シーズンよりISLに移籍することとなった。全体的な統合に向けてはまだ課題が山積している。
全インドサッカー連盟は2019年10月26日に、両リーグの今後の扱いについて、AFCに提示した以下の案が認められたと発表した。
- 2020-21シーズンに、クラブライセンス要件を満たした最大2チームをIリーグからISLに参入させる。
- 2022-23・2023-24シーズンに、クラブライセンス要件を満たした最大1チームをIリーグからISLに参入させる。
- 2024-25シーズンに2リーグの並立を解消し、またISLからも降格を行うよう変更する。
- AFC主催大会の出場権（後述）についてはこの時点では、引き続き、ISL優勝チームがAFCチャンピオンズリーグプレーオフに、Iリーグ出場チームがAFCカッププレーオフに出場するものとした。

### AFC主催大会の出場権
2014年の創設以降、アジアサッカー連盟（AFC）が主催するAFCチャンピオンズリーグ (ACL) やAFCカップなどの大会への出場権はISLでは得られなかった。しかし、ISLもこれらの大会への出場資格となるよう全インドサッカー連盟がAFCに提案、これをAFCが認可した為、ISLの優勝チームがAFCカップの予選に出場できることとなった（AFCカップ2019より。ISLのシーズンとしては2017-2018シーズンの成績）。2019年12月、ACLの出場枠が2021年大会から40チームに拡大されることに伴い、ISLのクラブにも自動出場枠が1枠振り当てられることとなった。レギュラーシーズン1位のチームはACLのグループステージに、2位のチームはAFCカップのグループステージにそれぞれ進出する。なお、この変更により、Iリーグ優勝チームはACL予選プレーオフへの出場権を失い、代わりにAFCカップグループステージへの出場権が与えられることとなった。

## 所属クラブ
2020-21シーズン
| クラブ名                       | ホームタウン                       | ホームスタジアム                          | 収容人数 | 加盟年 |
| ------------------------------ | ---------------------------------- | ----------------------------------------- | -------- | ------ |
| オディシャFC                   | オリッサ州ブバネーシュワル         | カリンガ・スタジアム                      | 15,000   | 2014   |
| ケーララ・ブラスターズFC       | ケーララ州コーチ                   | ジャワハルラール・ネルー・スタジアム      | 60,500   | 2014   |
| FCゴア                         | ゴア州マーガオ                     | ファトルダ・スタジアム                    | 19,000   | 2014   |
| チェンナイインFC               | タミル・ナードゥ州チェンナイ       | ジャワハルラール・ネルー・スタジアム      | 40,000   | 2014   |
| ノースイースト・ユナイテッドFC | アッサム州グワーハーティー         | インディラ・ガンディー陸上競技場          | 25,000   | 2014   |
| ムンバイ・シティFC             | マハーラーシュトラ州ムンバイ       | ムンバイサッカー場                        | 18,000   | 2014   |
| ジャムシェードプルFC           | ジャールカンド州ジャムシェードプル | JRD・タタ・スポーツコンプレックス         | 40,000   | 2017   |
| ベンガルールFC                 | カルナータカ州バンガロール         | シュリー・カンティーラヴァ・スタジアム    | 24,000   | 2017   |
| ハイデラバードFC               | テランガーナ州ハイデラバード       | G.M.C. バラヨギ・アスレチック・スタジアム | 30,000   | 2019   |
| ATKモフン・バガンFC            | 西ベンガル州コルカタ               | ソルトレイク・スタジアム                  | 85,000   | 2020   |
| SCイースト・ベンガル           | 西ベンガル州コルカタ               | ソルトレイク・スタジアム                  | 85,000   | 2020   |

### 脱退したクラブ
| クラブ名         | ホームタウン               | ホームスタジアム         | 収容人数 | 加盟期間  |
| ---------------- | -------------------------- | ------------------------ | -------- | --------- |
| ATK              | 西ベンガル州コルカタ       | ソルトレイク・スタジアム | 85,000   | 2014-2020 |
| FCプネー・シティ | マハーラーシュトラ州プネー | ベルエワディ・スタジアム | 9,110    | 2014-2019 |

## 大会形式
2014年の創設以降のインディアン・スーパーリーグは「1ステージ制」であり、開催期間を10月頃開幕・翌年3月頃閉幕の「秋シーズン制」を採用している。なお、基本的に1日1試合というレギュレーションで開催される。
11チームによる2回戦総当りのホーム・アンド・アウェー方式による1シーズン（通年制、20試合）の成績で順位を決定する。勝ち点は勝ち3点、引き分けは双方に1点、負け0点。最終的に勝ち点の多いチーム順に順位を決定する。その後シーズンを4位以内で終えた上位4チームによる、トーナメント形式のファイナルシリーズが行われ、グランドファイナルで優勝を決定する。

## 結果

### 歴代優勝クラブ
| シーズン | 開催日   | 優勝                       | スコア        | 準優勝                 |
| -------- | -------- | -------------------------- | ------------- | ---------------------- |
| 2014     | 12月20日 | アトレティコ・デ・コルカタ | 1-0           | ケーララ・ブラスターズ |
| 2015     | 12月20日 | チェンナイイン             | 3-2           | ゴア                   |
| 2016     | 12月18日 | アトレティコ・デ・コルカタ | 1-1 (4-3 pen) | ケーララ・ブラスターズ |
| 2017-18  | 3月17日  | チェンナイイン             | 3-2           | ベンガルール           |
| 2018-19  | 3月17日  | ベンガルール               | 1-0 (a.e.t)   | ゴア                   |
| 2019-20  | 3月14日  | ATK                        | 3-1           | チェンナイイン         |
| 2020-21  | 3月13日  | ムンバイ・シティ           | 2-1           | ATKモフン・バガン      |

### クラブ別優勝回数
| クラブ名               | 優勝 | 準優勝 | 優勝年              |
| ---------------------- | ---- | ------ | ------------------- |
| ATK                    | 3    | 0      | 2014, 2016, 2019-20 |
| チェンナイイン         | 2    | 1      | 2015, 2017-18       |
| ムンバイ・シティ       | 1    | 0      | 2020-21             |
| ベンガルール           | 1    | 1      | 2018-19             |
| ケーララ・ブラスターズ | 0    | 2      | -                   |
| ゴア                   | 0    | 2      | -                   |
| ATKモフン・バガン      | 0    | 1      | -                   |

## 表彰

### 最優秀選手賞
| シーズン | 選手名                 | 所属クラブ             | 国籍       |
| -------- | ---------------------- | ---------------------- | ---------- |
| 2014     | イアン・ヒューム       | ケーララ・ブラスターズ | カナダ     |
| 2015     | スティベン・メンドーサ | チェンナイイン         | コロンビア |
| 2016     | フローラン・マルダ     | デリー・ディナモス     | フランス   |
| 2017-18  | スニル・チェトリ       | ベンガルール           | インド     |
| 2018-19  | フェラン・コロミナス   | ゴア                   | スペイン   |
| 2019-20  | ウーゴ・ブムー         | ゴア                   | フランス   |
| 2020-21  | ロイ・クリシュナ       | ATKモフン・バガン      | フィジー   |

### 歴代得点王
| シーズン | 選手名                 | 所属クラブ         | 国籍       | 得点 |
| -------- | ---------------------- | ------------------ | ---------- | ---- |
| 2014     | エラーノ・ブルメル     | チェンナイイン     | ブラジル   | 8    |
| 2015     | スティベン・メンドーサ | チェンナイイン     | オランダ   | 13   |
| 2016     | マルセリーニョ・レイチ | デリー・ディナモス | ブラジル   | 10   |
| 2017-18  | フェラン・コロミナス   | ゴア               | スペイン   | 18   |
| 2018-19  | フェラン・コロミナス   | ゴア               | スペイン   | 16   |
| 2019-20  | ネリウス・ヴァルスキス | チェンナイイン     | リトアニア | 15   |
| 2020-21  | イゴール・アングロ     | ゴア               | スペイン   | 14   |